# اکیر ترکی
اکیر ترکی (نام علمی: Acorus) نام یک سرده از گیاهان است.
این سرده تنها سرده از تیره برگ‌شمشیریان (Acoraceae) و راسته برگ‌شمشیری‌سانان (Acorales) است.